# Hadrogryllacris magna
Hadrogryllacris magna är en insektsart som först beskrevs av Brunner von Wattenwyl 1888.  Hadrogryllacris magna ingår i släktet Hadrogryllacris och familjen Gryllacrididae. Inga underarter finns listade i Catalogue of Life.